# 메모리 스틱
메모리 스틱(Memory Stick)은 1998년 10월 소니가 개발한 소형 메모리 카드 또는 그 규격을 말한다. 메모리 스틱은 디지털 카메라, 디지털 오디오 플레이어, 휴대 전화, 플레이 스테이션, 휴대용 기기의 기록 미디어로 주로 쓰이고 있다. 다른 메모리 카드 규격과 같이 물리적인 크기나 사양 등에 대해 몇 가지 확장 규격이 만들어졌지만, 메모리 스틱 관련 규격은 각기 차이를 이해하기 쉽지 않고, 또 옛 규격의 제품에 함께 파는 등의 이유로 2000년대 전반에는 큰 혼란이 있었다.
메모리 스틱 관련 규격은 전자적 사양부터, 원래의 메모리 스틱 계열과와 상위 규격 메모리 스틱 프로 계열로 구분된다. 프로 규격은 기존의 규격과 상위 호환이 되므로 프로 기기에서는 이전의 미디어를 이용할 수 있지만, 한편으로 기존 규격의 기기에서는 프로 미디어를 이용할 수 없다.
이 밖에도, 물리적 크기에서는 이전의 것과 듀오, 마이크로 이렇게 3가지 종류가 있지만, 작은 크기의 미디어는 작은 구조의 어댑터가 추가된 것이며, 보다 큰 미디어를 사용하기 위해 이용할 수 있다. 또, 초기의 메모리 스틱 계열의 미디어에서는 저작권 보호 기능 매직게이트(MagicGate)의 유무에서도 여러 개의 제품으로 나뉘어 있었지만, 소니 제품의 경우 나중에는 모두 매직게이트(MagicGate) 호환 모델로 통일하였다.

## 규격

### 메모리 스틱 (Memory Stick)
시중에 파는 껌 크기의 메모리 카드이다. 4MB부터 128MB 용량의 메모리 카드가 생산, 판매되었고 현재는 더 이상 생산하지 않는다.

### 메모리 스틱 프로(Memory Stick PRO)
2003년에 소니와 샌디스크에 의해 개발되었다.

### 메모리 스틱 듀오 (Memory Stick Duo)
기존 메모리 스틱의 크기를 반으로 줄이고 두께도 줄인 규격이다. 주로 소형 카메라에 쓰인다.

### 메모리 스틱 프로 듀오 (Memory Stick Pro Duo)
PSP등의 새로운 디바이스들이 출현하면서 생겨난 규격이다.

### 메모리 스틱 프로HG 듀오 (Memory Stick PRO-HG Duo)
전송용량 및 전송속도를 크게 개선한 규격이다. 이전 메모리 스틱 프로 듀오와 하위호환성을 지니고 있다.

### 메모리 스틱 마이크로 (Memory Stick Micro)
Memory Stick Micro를 간략하게 줄여서 M2라고 부르기도 한다. 크기는 15*12.5*1.2mm(w*l*h)이며 메모리 스틱의 약1/4크기이다. 2006년 3월에 256,512mb의 M2를 출시하고 같은해 5월에 1gb의 M2를 출시한다. 소니와 센디스크가 제조하고 있다. 1.8볼트로 작동하지만 메모리 스틱과의 호환을 위하여 3.3볼트로도 작동한다. 가격은 메모리스틱과 비슷한 수준이다.

### 전송 속도
표준:
- 최대 쓰기 속도: 14.4 Mbit/초 (1.8 MB/초)
- 최대 읽기 속도: 19.6 Mbit/초 (2.5 MB/초)

듀오/프로 듀오:
- 전송 속도: 159 Mbit/초 (20 MB/초)
- 최소 쓰기 속도: 15 Mbit/초
- 최대 쓰기 속도: 80 Mbit/초 (하이 스피드 프로 듀오)

마이크로 (M2):
- 전송 속도: 160 Mbit/초 (20 MB/초)

### 폼 팩터
- 표준 및 프로: 50.0 mm (W) × 21.5 mm (H) × 2.8 mm (D)
- 듀오 및 프로 듀오: 31.0 mm (W) × 20.0 mm (H) × 1.6 mm (D)
- 마이크로: 15.0 mm (H) × 12.5 mm (W) × 1.2 mm (D) (i.e., ~1/4 듀오 크기)

## 같이 보기
- 멀티미디어카드
- USB 플래시 드라이브